# الدب والعذراء الجميلة
الدب والعذراء الجميلة (بالإنجليزية: The Bear and the Maiden Fair)‏ هي الحلقة السابعة من الموسم الثالث من المسلسل الفانتازي صراع العروش، والمُقتبس من سلسلة روايات أغنية الجليد والنار للمؤلف جورج ر. ر. مارتن، وهي الحلقة رقم 27 من المسلسل ككل. عُرضت الحلقة لأول مرة في 12 مايو 2013، على شبكة إتش بي أو المُنتجة للمسلسل، وكانت من كتابة جورج ر. ر. مارتن، ومن إخراج ميشيل ماكلارين.

## ملخص الحلقة
في الشمال يُخبِر (جوجن) (بران) أن عليهم التوجّه لما وراء الجدار للعثور على الغراب ذي الثلاث عيون، وهو الأمر الذي ترفضه (أوشا). (جون سنو) و (يغريت) تتعمّق علاقتُهما أكثر مما يُثير استياء (أوريل) الذي يقومُ بالإفصاح عن مشاعره لـ (يغريت) تجاهها ولكنّها ترفُضه. (ثيون) يُخصَى ويُقطَع قضيبُه على يد مُعذّبِه المجهول. و (روب) وجيشه يُعسكرون خارج «قلعة فراي» منتظرين زواج العم (إدمور) من (روزاليندا فراي)، كما تثخبِر (تاليسا) (روب) أنّها حامِل. أمّا (آريا) تستطيع الهروب من الأخويّة ولكن يقبِض عليها (كلب الصيد ساندور كليغان). كما يعلم (غيندري) أنّ والده هو (روبرت براثيون) تُخبِره (ميليساندري) بذلك. تغارُ العاهرة (شاي) من (سانسا) وتُخبِر (تيريون) أنّه لن تستمر علاقَتُهما إذا ما تزوّج منها. وتَصِل (دينريس) إلى مدينة «يونكاي» وتلتقي بأحد مسؤولي المدينة وتُخبِره بنيّتها عن تحرير العبيد بدلاً من الهجوم على المدينة ويدخلون في مُفاوضات في هذا. في «هارنهول»، يُغادِر (روز بولتون) إلى قلعة «فراي» لحضورِ حفل الزفاف، بينما يُغادِر (جايمي) المُعسكَر ولكنّه يعود أدراجَه فيجد آل (بولتون) مثتحلّقين حولَ (برين) في مواجهة دب حقيقيّ مسلّحة بسيف خشبيّ فقط، فيقوم (جايمي) بمساعدة (برين) على الصعود، ويتمكن هو بصعوبة من الإفلات من مخالب الدب. يستخدم بعدها (جايمي) نفسه كورقة مفاوضة لأخذ (برين) معه.

## الإنتاج
سيناريو الحلقة كان من كتابة جورج ر. ر. مارتن، وأُختيرت ميشيل ماكلارين لإخراجها. كان كريس سيجر مديرًا لتصوير الحلقة، وفرانسيس باركر محررةً لها، أما موسيقى الحلقة التصويرية فكانت من تلحين رامين جوادي.

## نسب المشاهدة
| الموسم | الموسم | رقم الحلقة | رقم الحلقة | رقم الحلقة | رقم الحلقة | رقم الحلقة | رقم الحلقة | رقم الحلقة | رقم الحلقة | رقم الحلقة | رقم الحلقة | المتوسط |
| الموسم | الموسم | 1          | 2          | 3          | 4          | 5          | 6          | 7          | 8          | 9          | 10         | المتوسط |
| ------ | ------ | ---------- | ---------- | ---------- | ---------- | ---------- | ---------- | ---------- | ---------- | ---------- | ---------- | ------- |
|        | 1      | 2.22       | 2.20       | 2.44       | 2.45       | 2.58       | 2.44       | 2.40       | 2.72       | 2.66       | 3.04       | 2.52    |
|        | 2      | 3.86       | 3.76       | 3.77       | 3.65       | 3.90       | 3.88       | 3.69       | 3.86       | 3.38       | 4.20       | 3.80    |
|        | 3      | 4.37       | 4.27       | 4.72       | 4.87       | 5.35       | 5.50       | 4.84       | 5.13       | 5.22       | 5.39       | 4.97    |
|        | 4      | 6.64       | 6.31       | 6.59       | 6.95       | 7.16       | 6.40       | 7.20       | 7.17       | 6.95       | 7.09       | 6.84    |
|        | 5      | 8.00       | 6.81       | 6.71       | 6.82       | 6.56       | 6.24       | 5.40       | 7.01       | 7.14       | 8.11       | 6.88    |
|        | 6      | 7.94       | 7.29       | 7.28       | 7.82       | 7.89       | 6.71       | 7.80       | 7.60       | 7.66       | 8.89       | 7.69    |
|        | 7      | 10.11      | 9.27       | 9.25       | 10.17      | 10.72      | 10.24      | 12.07      | غ/م        | غ/م        | غ/م        | 10.26   |
|        | 8      | 11.76      | 10.29      | 12.02      | 11.80      | 12.48      | 13.61      | غ/م        | غ/م        | غ/م        | غ/م        | 11.99   |

## وصلات خارجية
- الدب والعذراء الجميلة على موقع IMDb (الإنجليزية)
- الدب والعذراء الجميلة على موقع ميتاكريتيك (الإنجليزية)
- الدب والعذراء الجميلة على موقع روتن توميتوز (الإنجليزية)
- الدب والعذراء الجميلة على موقع أول موفي (الإنجليزية)